# Афробитс
Афробитс (англ. Afrobeats) — это объединяющий термин для описания популярной музыки из Западной Африки и диаспоры, которая первоначально развивалась в Нигерии, Гане и Великобритании в 2000-х и 2010-х годах. Афробитс — это не столько стиль как таковой, сколько описание слияния звуков и стилей, исходящих из Ганы и Нигерии. Такие жанры, как хиплайф, джуджу, хайлайф и Naija beats, среди прочих, были объединены под названием «Afrobeats».
Этот термин для объединения африканских популярных музыкальных стилей появился в XXI веке.
Под сходным названием афробит (англ. Afrobeat) понимают другой предшествующий музыкальный жанр, комбинирующий яркий, танцевальный, гитарно-духовой жанр хайлайф с афроамериканской музыкой — фанком и джазом. Для афробита характерны большие инструментальные ансамбли, продолжительные ритмичные произведения, джазовые импровизация, и политизированность текстов.

## История
Афробитс (с буквой с) обычно смешивают с афробитом (без буквы с), однако это два разных звучания и не одно и то же. Афробит — это жанр, который развивался в 1960-х и 1970-х годах под влиянием музыки фуджи и хайлайф, смешанных с американским джазом и фанком. Характерными чертами афробита являются биг-бэнды, длинные инструментальные соло и сложные джазовые ритмы. Название придумал нигерийский пионер афробита Фела Кути. Феле Кути и его давнему партнёру, барабанщику Тони Аллену, приписывают закладку основ того, что впоследствии стало афробитом.
Это противоположно звучанию афробитс, впервые появившемуся в 2000-х и 2010-х годах. В то время как афробитс берёт влияние от афробита, он представляет собой разнообразный сплав различных жанров, таких как британская хаус музыка, хиплайф, хип-хоп, дэнсхолл, soca, джуджу, хайлайф, R&B, ndombolo, Naija beats, Azonto и пам-уайн. В отличие от афробита, который является чётко определённым жанром, афробитс — это скорее всеобъемлющий термин для современной западноафриканской поп-музыки. Термин был создан для того, чтобы объединить эти различные звуки в более легкодоступный ярлык, который был незнаком слушателям Великобритании, где этот термин был впервые введен. Другой, более тонкий контраст между этими двумя направлениями заключается в том, что если Фела Кути использовал свою музыку для обсуждения и критики современной политики, то афробитс обычно избегает таких тем, что делает его менее политизированным, чем афробит.

## Billboard U.S. Afrobeats Songs
Американский журнал Billboard совместно с Afro Nation с 22 марта 2022 года начал еженедельно публиковать хит-парад песен в стиле афробитс, популярных в США (Billboard U.S. Afrobeats Songs). В чарт еженедельно попадают 50 самых популярных песен. В чарте используются данные ведущих аудио- и видеомузыкальных сервисов, а также данные о продажах цифровых загрузок в ведущих музыкальных розничных магазинах. Первый чарт был опубликован в выпуске от 29 марта.
Первым синглом номер один 29 марта 2022 года в нём стала песня «Love Nwantiti» в исполнении CKay. Более года (59 недель к 19 октября 2024 года) этот чарт возглавлял сингл «Calm Down» нигерийского певца Rema и Селены Гомес и более 50 недель лидировал хит «Water» южноафриканской певицы Tyla (51 неделю к 5 октября 2024 года) .